# الفتوة (فلسطين)
الفتوة هي منظمة شبابية تابعة للحزب العربي الفلسطيني في فلسطين. أُنشئت المنظمة في فبراير 1936 كذراع شبابية للحزب، 
وتم تصميمها إلى حد ما على غرار منظمة شباب هتلر في ألمانيا. ولفترة قصيرة كانت تعرف باسم "الكشافة النازية".

## التأسيس
تأسس الحزب العربي الفلسطيني في مؤتمر عقد في آذار/مارس عام 1935 وانتخب جمال الحسيني رئيساً، كانت إحدى المهام التي سعى إليها رؤساء الحزب إنشاء فرع للشباب. وقد سعى الأمين العام إميل الغوري إلى تحقيق ذلك، حيث حاول في البداية العمل من خلال الكشافة ولكن ذلك لم ينجح، ثم أُنشِئت منظمة منفصلة لفترة قصيرة تسمى "الكشافة النازية" ثم أعيدت تسميتها بالفتوة.
في الاجتماع التأسيسي في 11 فبراير 1936 لاحظ جمال الحسيني أن عدد أتباع هتلر قد زاد من ستة إلى ستين مليونًا وأعرب عن أمله في أن تكون الفتوة أيضًا نواة للبعث الوطني. اعتُمِدت العقيدة التالية:
الحرية حقي، الاستقلال هو هدفي، العروبة مبدئي، فلسطين بلدي وبلدي فقط، هذا أشهد والله شاهد على كلامي.

## التطورات اللاحقة
فُكِّكَت الفتوة من قبل البريطانيين في عام 1937 أثناء الثورة العربية، وأعيد تأسيسها في سبتمبر 1946 وعين كامل عريقات قائدًا لها، كانت مهمتها الرئيسية دعم قيادة جمال الحسيني من خلال معارضة النجادة. كان أفرادها يرتدون الزي العسكري وكانوا يتلقون تدريبات عسكرية سطحية. تتراوح تقديرات قوتهم من 2000 إلى 5.000، أُعلِن عن اندماج كل من: الفتوة والنجادة رسميًا في وقت لاحق من ذلك العام، لكن عمليًا استمرتا في العمل بشكل منفصل. ويبدو أن الاندماج الأكثر نجاحًا الذي حدث في عام 1947 تسبب في انخفاض نشاط القوات شبه العسكرية.